# Urchin Tracking Monitor
Der Urchin Tracking Monitor (auch Urchin Tracking Module genannt, kurz UTM) ist ein Verfahren von Google Analytics, um das Benutzerverhalten auf Webseiten zu analysieren. Es basiert auf mehreren Cookies, die jeweils unterschiedliche Aufgaben besitzen. Durch das kombinierte Auswerten der einzelnen Cookies kann eine genaue Statistik erstellt werden, um beispielsweise festzustellen, wie oft ein Besucher eine entsprechende Webseite besucht, welche Seiten wie oft aufgerufen wurden, wie lange er sich darauf aufgehalten hat und welche Navigationsschritte er auf der Seite durchgeführt hat.

## Die unterschiedlichen Cookies
Zur Analyse des Benutzerverhaltens kommen verschiedene Cookies zum Einsatz:
| Name   | Lebensdauer              | Inhalt, Bedeutung und Funktion des Cookies |
| ------ | ------------------------ | --- |
| __utma | unbegrenzt               | Dieser Cookie beinhaltet die Informationen darüber, wann der Besucher das erste Mal auf der Seite war, wie oft er sie besucht hat und wann er sie das letzte Mal aufgerufen hat. |
| __utmb | bis zum Ende der Session | Dieser Cookie enthält einen Zeitstempel, wann der Besucher die Seite aufgerufen hat. Zusammen mit __utmc kann dieser Cookie Auskunft über die Aufenthaltsdauer des Besuchers auf einer Seite geben. |
| __utmc | 30 Minuten               | Dieser Cookie enthält einen Zeitstempel, wann der Besucher die Seite verlassen hat. Zusammen mit __utmb kann dieser Cookie Auskunft über die Aufenthaltsdauer des Besuchers auf einer Seite geben. |
| __utmk | unbegrenzt               | Dieser Cookie beinhaltet einen Hashwert über alle hier genannten UTM-Cookies. |
| __utmv | unbegrenzt               | Dieser Cookie ist für individuelle Inhalte gedacht, kann frei belegt werden und dient somit der Steuerung benutzerdefinierter Analysen. |
| __utmx | 2 Jahre                  | Dieser Cookie beinhaltet Werte des Google Website Optimizers. |
| __utmz | 6 Monate                 | Dieser Cookie beinhaltet Informationen darüber, woher der Besucher kam, bevor er die zu analysierende Seite aufgerufen hat. Darin können beispielsweise Informationen über Suchmaschinen und die dort eingegebenen Suchbegriffe gespeichert sein, oder wo auf der Erde sich die aufrufende IP-Adresse befindet. |